# CR-Baureihe SS8
Die CR-Baureihe SS8 (chinesisch 韶山8, Pinyin Shaoshan 8) sind Wechselstrom-Elektrolokomotiven der chinesischen Staatsbahnen mit der Achsfolge Bo’Bo’, die für den Einsatz vor Personenzügen bestimmt sind. Die Leistung der SS8 beläuft sich auf 3600 kW. Die Baureihe basiert auf dem Vorgängermodell SS5.
Entwickelt und gebaut wurden die Lokomotiven vom CSR-Werk in Zhuzhou.
Am 24. Juni 1998 brach eine Lokomotive der Baureihe SS8 den chinesischen Geschwindigkeitsrekord, indem sie auf einer Teststrecke zwischen Xuchang und Xiaoshangqiao eine Höchstgeschwindigkeit von 240 km/h erreichte. Die verwendete Lokomotive hatte die Baunummer 0001.